# 拉斯法亚德
拉斯法亚德（法語：Lasfaillades，法語發音：[lasfajad]）是法国奥克西塔尼大区塔恩省的一个市镇，属于卡斯特尔区。

## 地理
拉斯法亚德（43°34'29"N, 2°29'38"E）面积8.32 平方千米，位于法国奧克西塔尼大區塔恩省，该省份为法国南部内陆省份，北起顺时针与阿韦龙省、埃罗省、奥德省、上加龙省和塔恩-加龙省接壤。
与拉斯法亚德接壤的市镇（或旧市镇、城区）包括：昂格莱斯、勒贝、布拉萨克、康布内斯、勒里亚莱、勒万特鲁、圣阿芒瓦尔托雷。

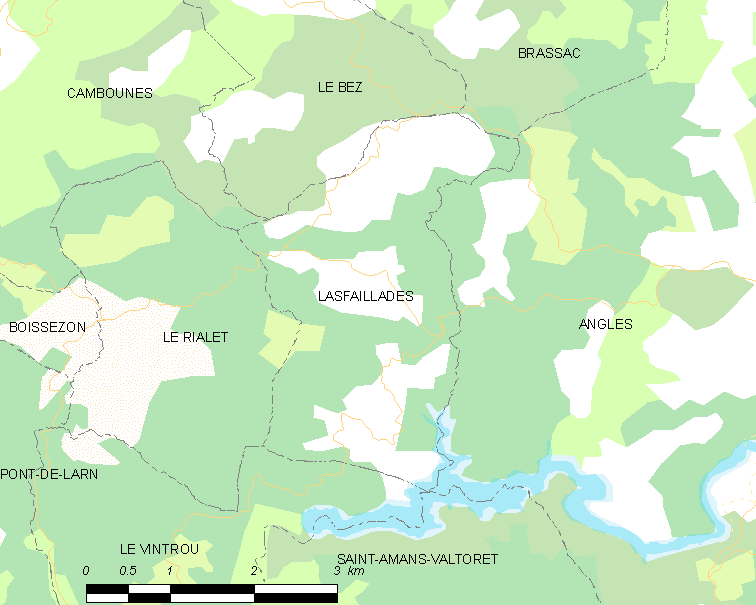
拉斯法亚德的OSM定位图

拉斯法亚德的时区为UTC+01:00、UTC+02:00（夏令时）。

## 行政
拉斯法亚德的邮政编码为81260，INSEE市镇编码为81137。

## 政治
拉斯法亚德所属的省级选区为奥克高地县。

## 人口

1962-2008年间拉斯法亚德人口变化图示

拉斯法亚德于2022年1月1日时的人口数量为88人。